# Samsŏk
Samsŏk (kor. 삼석구역, Samsŏk-guyŏk) – jedna z 19 dzielnic stolicy Korei Północnej, Pjongjangu. Znajduje się w północnej części miasta. W 2008 roku liczyła 62 790 mieszkańców. Składa się z 4 osiedli (kor. dong) i 7 wsi (kor. ri). Graniczy z dzielnicami Taesŏng i Sŭngho od południa, Ryongsŏng i Ŭnjŏng od zachodu, z miastem P’yŏngsŏng na północy, a także z należącym administracyjnie do Pjongjangu powiatem Kangdong na wschodzie.

## Historia
Pierwotnie tereny dzielnicy stanowiły część miejscowości Koch'ŏn, Wŏnt'an (powiat Kangdong, Pjongjang) i Sijok (powiat Taedong, prowincja P’yŏngan Południowy). Jako samodzielna jednostka administracyjna dzielnica Samsŏk powstała we wrześniu 1959 z wydzielenia terenów powiatu Sŭngho (prowincja P’yŏngan Południowy).

## Podział administracyjny dzielnicy
W skład dzielnicy wchodzą następujące jednostki administracyjne:
| Nazwa jednostki administracyjnej | Rodzaj jednostki administracyjnej | Chosŏn’gŭl | Hancha   |
| -------------------------------- | --------------------------------- | ---------- | -------- |
| Sŏngmun-1-dong                   | osiedle                           | 성문1동    | 聖文1洞  |
| Sŏngmun-2-dong                   | osiedle                           | 성문2동    | 聖文2洞  |
| Mun'yŏng-dong                    | osiedle                           | 문영동     | 文榮洞   |
| Changsuwŏn-dong                  | osiedle                           | 장수원동   | 長水院洞 |
| Kwangdŏk-ri                      | wieś                              | 광덕리     | 廣德里   |
| Samsŏng-ri                       | wieś                              | 삼성리     | 三成里   |
| Todŏk-ri                         | wieś                              | 도덕리     | 道德里   |
| Wŏnhŭng-ri                       | wieś                              | 원흥리     | 円興里   |
| Wŏnsi-ri                         | wieś                              | 원신리     | 元新里   |
| Honam-ri                         | wieś                              | 호남리     | 湖南里   |
| Samsŏk-ri                        | wieś                              | 삼석리     | 三石里   |